# Narcissistisk personlighetsstörning
Narcissistiskt personlighetssyndrom, förkortat NPD eller NPS på svenska, eller tidigare narcissistisk personlighetsstörning är ett personlighetssyndrom vars kännetecken är överdriven självhävdelse, bristande självkännedom, överdriven men skör självkänsla, överskattad men skör självbild, ett stort behov av att vara viktig och en brist på empati (medkänsla). NPS är varaktigt, är associerat med en annorlunda struktur i hjärnan och kan härledas till barndomen.
Personer med NPS tenderar att se sig själva som “undantagsmänniskor” för vilka vanliga regler inte gäller och att de har unika egenskaper som andra inte har. NPS ingår i DSM-5 i kluster B (antisocial, narcissistisk, borderline/EIPS, histrionisk).
För att minska stigmatisering byttes benämningen "personlighetsstörning" i den svenska översättningen av DSM-5 ut till förmån för "personlighetssyndrom", vilket också är den benämning som används av den svenska sjukvården.

## Diagnos
Diagnosen har ingen egen rubrik i den internationella standarden ICD-10 utan inkluderas i "övriga specificerade personlighetsstörningar". För att en diagnos ska kunna ställas behöver personen enligt ICD-10 och i enlighet med samtliga personlighetsstörningar först uppfylla de allmänna kriterierna; det är inte ovanligt att en person har ett förstärkt personlighetsdrag eller låggradigt uppfyller flera kriterier för denna typ utan att personen för den skull har ett fullt utvecklat personlighetssyndrom. En personlighetsstörning föreligger, enligt ICD-10, när personens varaktiga beteendemönster kraftigt avviker från gemene man i personens närmiljö och detta beteendemönster kraftigt påverkar bland annat personens relationer till andra. Beteendet kan härledas till barndomen och framträder oftast under tidig vuxenålder.
I manualen finns kriterier för diagnos i bilagan Diagnostic criteria for research. En person med NPS uppvisar minst fem av följande symptom:
1. Har överdrivna känslor av att vara viktig och betydande.
2. Fantiserar ofta om till exempel rikedom, framgång, makt eller kärlek.
3. Anser att den bara ska umgås med eller associera sig med viktiga personer.
4. Har ett överdrivet behov av beundran.
5. Har orealistiska uppfattningar om sina egna rättigheter.
6. Utnyttjar andra för att uppnå sina mål.
7. Saknar eller har bristande empati.
8. Tror att andra är avundsjuka på denne, men kan också själv vara avundsjuk på andra.
9. Beter sig högfärdigt eller arrogant.

Narcissistiska drag är relativt vanliga medan förekomsten av fullt utvecklad NPS i befolkningen uppskattas vara under en procent, kliniskt fastställd diagnos är ovanligt. Det rör sig om livslånga mönster och både grandiosa och mer introverta (sårbara, sköra) drag förekommer. Ett överlapp mellan dem finns då de inte är ömsesidigt uteslutande. I kriterierna görs ingen uppdelning mellan dessa underkategorier utan de kan betraktas som olika sidor av samma diagnos.

### "Skör" eller "dold" narcissism
Dessa drag (i engelskan "fragile", "vulnerable" eller "covert") kan uttryckas som ett dåligt självförtroende, lidande, skygghet, extrem kritikkänslighet samt en rädsla för att misslyckas och/eller att vara i centrum. Grunden kan vila i bl.a. en underliggande avund, bitterhet, en överdriven bild av de egna rättigheterna, mindervärdeskomplex och/eller skamkänslor. Att detta är symptom på narcissism kan kräva ett tränat öga även i kliniska sammanhang. Personen kan känna sig missförstådd eller ouppskattad och andra kan få en diffus känsla, som inte försvinner, av att de står i någon slags skuld till denne. Personen kan uppleva starka känslor av underlägsenhet som motsägelsefullt nog går hand i hand med en känsla av att vara speciell. Den underliggande grandiosa självbilden kan komma fram med tiden och på subtila eller passivt-aggressiva sätt (såsom att skapa förtroenden och sedan vända det de hört från andra emot dem eller komplimanger som samtidigt trycker ned mottagaren) eller i hemmiljön, som personen tenderar att ta över. Vidare kan det finnas en uppfattning att ha rätten att kontrollera sin partner genom otillbörlig kontroll eller psykologisk manipulation. Det är vanligt att undvika miljöer där utfallet inte kan kontrolleras. Att ha mer av dessa drag är vanligare bland kvinnor och är förknippat med en ökad risk för dysfunktion och isolering samt samsjuklighet med bl.a. borderline/EIPS, depression och ångest.

### Grandios narcissism
Dessa drag (i engelskan "grandiose" eller "overt") kännetecknas bland annat av öppen grandiositet, överdriven bild av de egna rättigheterna, maktsökande, kontrollbehov, ett tävlande mot andra, kritikkänslighet, brist på ånger och ökad risk för utåtagerande (fysisk aggression). Att ha mer av dessa drag är förknippat med risk för samtidiga andra sjukdomar, till exempel antisociala och paranoida personlighetssyndrom och substansberoende. Men det verkar inte finnas något samband med andra negativa känslor, förutom ilska. Dessa drag är mer kända för den bredare allmänheten som narcissistiska eller självförhärligande och att ha mer av dem är vanligare bland män. Grandiosa drag kan ge betydande framgångar i arbetsliv och ledarroller om förutsättningarna i övrigt är de rätta, inte sällan på bekostnad av andra. En mer grandios profil är förknippad med bättre psykiskt välbefinnande än den mer sköra profilen.

## Råd till omgivningen
Att inte ta de beteenden som associeras med NPS personligt utan lära känna igen dem som omfattande, varaktiga och komplexa problem med självkänsla, psykisk ohälsa och sociala funktioner hos någon annan kan vara ett sätt för omgivningen att få distans och förståelse.

## Svårigheter i relationer
Den känslomässiga mognaden kan vid NPS mer eller mindre likna den under barndomen, då individen ännu ser sig som mittpunkten eller precis påbörjat sin bana i att se sig själv utifrån. Detta kan leda till en rad situationer som den vuxne med syndromet kan få svårt att hantera på ett åldersadekvat sätt. Ett flertal med syndromet kan må bra och fungera väl i vänskaper och arbetsliv så länge de kan få sin självbild bekräftad av andra, nära relationer brukar dock påverkas negativt i hög grad av den NPS-drabbades problematik. Syndromet anses medföra svårigheter med att reglera självkänslan inifrån, på grund av att det inte finns en kärna av självvärde. Personer med NPS anses ha utvecklat en öppet eller subtilt grandios persona i det undermedvetna och ett narrativ, byggt på sådant som inte nödvändigtvis stämmer, som överlevnadsstrategi tidigt i livet (se Orsaker) och har av någon anledning stannat kvar i att ha detta som lösning. De med syndromet kan söka tillfällig bekräftelse utifrån genom bland annat (dock inte begränsat till) att hålla en perfekt fasad och ett socialt liv utåt, att sätta sig över de som kan bli ett hot mot självbilden, nedvärdera eller påverka dem på olika sätt såsom manipulation, osanningar, ryktesspridning, intriger, eller att dölja information i syfte att vilseleda (se Manipulativa drag), De med syndromet brukar också dra sig undan eller ta avstånd från situationer eller personer som kan utmana deras självbild och istället omge sig av de som förstärker den. Engagemang i andras situation eller omsorg kan handla lika mycket (eller mer) om egen bekräftelse och anseende, och om selektiv insamling av information som kan användas emot andra vid behov.
Det som uppnås genom de strategier som associeras med NPS utgör inte en genuin grund för självbilden. Därför krävs en ändlös ström av ny bekräftelse (direkt eller indirekt) på att självbilden stämmer, eller "stämmer", men det blir aldrig rätt. Denna dubbla destruktivitet går ut över både omgivning och dem själva, och gör att grundproblematiken ständigt förstärks när självbilden blir allt mer oförenlig med verkligheten. De med syndromet kan ha en djupt rotad rädsla för att fasaden eller fantasivärlden ska avslöjas och kan bli ytterst ilskna, förtvivlade eller upprörda när så sker (se Känslighet för kritik och motgångar).
Storartade fantasier behöver inte nödvändigtvis handla om berömmelse, materiella tillgångar eller stor makt. Den personliga makten kan vara viktigare. En grandios självbild och överlägsenhet kan visa sig både genom öppen arrogans (t.ex. nedvärderanden, maktfullhet, dubbla måttstockar, uppfostrande attityd, oförmåga eller ovilja att be om ursäkt) eller mer subtilt eller passivt-aggressivt genom t.ex. miner, tystnad eller komplimanger som samtidigt blir nedvärderande eller på annat sätt negativa; “snygga jeans, du ser smalare ut”, "dold talang" eller "du är så snäll att jag vill klippa till dig". Ytlig självkritik kan användas för att få bekräftelse och komplimanger. Personer med syndromet testar och har svårigheter med att respektera andras gränser. En vanlig utgångspunkt vid NPS är att de alltid har rätt eller borde få sin vilja igenom tills motsatsen bevisats (godtagits av dem), att ett nej inte är tillräckligt. Vidare kan de med NPS tolka framgångsrik manipulation eller gränsmässiga överträdelser (se Manipulativa drag) som ett godkännande och en bekräftelse på att de får rätt. De kan känna sig överraskade, bedragna eller svikna om det slutar fungera, får konsekvenser eller när relationer avslutas, ifall de upplever att deras beteenden blivit godkända. De har i regel också svårt att medge egna brister av betydelse. Samtidigt kan de lätt påminnas om sina brister genom andra, och då tillskriva dem dessa brister oavsett om det stämmer eller inte (projektion). De med NPS kan behandla andra, särskilt närstående, på sätt de aldrig skulle acceptera själva (men bli överraskade eller kränkta om de får ett liknande bemötande som motreaktion; de har en förklaring som de menar gör det de gjort rättfärdigat eller logiskt). De tenderar dock att bry sig när deras beteenden kan få konsekvenser som de inte är villiga att ta. Anpassningsförmågan beroende på vilka de drabbade är med eller var de är kan ibland uppfattas som kameleontliknande av de som ser båda sidor. Personer med NPS kan ha svårt att se sin egen delaktighet och medge misstag eller ansvar av betydelse eller att ge andra människor genuina komplimanger eller be om ursäkt om det inte finns ett specifikt mål, såsom att främja en viktig relation eller gagna dem på andra sätt.
NPS kan medföra ett svartvitt tänkande (s.k. splitting) och brist på förmåga eller vilja att se saker utifrån ett annat perspektiv än deras eget, även om det kan innebära att andra behandlas hänsynslöst. Förmågan (eller viljan) att se hur andra påverkas är nedsatt. Små problem kan bli stora, perspektiv tappas lätt och människor tenderar att delas upp i fack, exempelvis goda eller snälla (följsamma) och onda eller dumma (alla som inte är följsamma), spännande eller tråkiga. Relationer kan vara av transaktionell ("jag gör det och så gör du det"; nyttotermer) eller utnyttjande natur. Day et al. (2020) beskrev situationer när personer med syndromet uppvisade svårigheter med gränser i både mellanmänskliga och formella relationer och tog åt sig äran för andras framgångar, utnyttjade partnern ekonomiskt och/eller begränsade partnerns rättigheter hemma, undvek skatt och/eller utnyttjade anhörigas sjukersättning utan deras vetskap, allt utan att de kunde se eller ville kännas vid problemet. De kan ha ett stort behov av att uppleva kontroll och kan spela ut människor mot varandra, agera som om en annan person inte längre existerar, vilja hämnas eller ha svårt att släppa upplevda oförrätter. De brukar reagera ytterst negativt på att själva bli avvisade. Vissa ägnar sig åt rättshaverism liksom pseudoperfektionism; de kan sträva efter att leva upp till sin egen tolkning av perfektion och förvänta sig detsamma av andra. Samband med paranoia och uttalad aggression har observerats i svårare fall.
Även om de många av de tankegångar och beteenden som associeras med NPS är barnliknande i grunden kan de bli obegripliga eller obehagliga för andra. Till följd av den bristande självinsikten är det vanligt att se sig som ett offer för andra människor och negativa minnen tenderar att vara till egen fördel och överdrivna. Vidare är det vanligt att mena att man blivit illa behandlad om det kommer upp frågor om trasiga förhållanden.  De med NPS kan mena att problemen i relationer istället härstammar utifrån och yttranden liknande "alla mina ex är galna" är återkommande. Insikten i vad som kan behöva utelämnas i kontakt med andra brukar dock vara stor. De kan ha svårt att finna ro i vardagslivet; kraven på livet är högt satta och ett ständigt flöde av aktiviteter är vanligt.
De beteenden som associeras med NPS brukar leda till lidande både för de som kommer i deras väg och patienten själv. Självinsikten är i regel mycket låg och förnekelsen stor. De med NPS har trots detta samma ansvar för sina beteenden, och de konsekvenser de får, som andra har. De har i regel en välutvecklad bild av vad som egentligen är rätt och fel och är inte oförmögna att kontrollera sina impulser, vilket speglas tydligt i kontrasten mellan hemmet och andra miljöer, i hur de som inte står närmast kan förbli ovetande om hur det faktiskt ligger till och i hur information ofta döljs. Syndromets karaktär ställer krav på vården och andra instanser att ha kunskap och erfarenhet, anhöriga kan annars få svårt att bli trodda om de söker hjälp för relationsproblemen. Den med syndromet kan försöka vända situationen till egen fördel eller lära sig vad som är rätt att säga utan djupare förändring, till exempel under familjeterapi. Utöver den påverkan syndromet har på de som drabbas av personens beteenden kan den nedsatta självinsikten, ensidigheten och den påtagliga bristen på empati och mentaliseringsförmåga som NPS innebär leda till isolering och psykiskt lidande för de med syndromet på längre sikt. De kan få svårt att behålla sunda privata förhållanden och arbetsrelationer i större utsträckning och må mycket dåligt om de inte får rätt strategier för att hantera grundproblematiken (se Hälsoffekter och Behandling).

### Nedsatt empati (medkänsla)
Den affektiva empatin (medkänslan med andra) är starkt nedsatt vid NPS och sträcker sig mest till dem själva och till de som i ögonblicket inte är ett hot mot självbilden; medkänslan är begränsad och skör och knuten till hur de mår eller huruvida självbilden utmanas eller inte. Detta är en viktig skillnad mellan NPS och psykopati eller antisocialt syndrom, där medkänsla i princip saknas (samsjuklighet är dock relativt vanlig). Den kognitiva empatin (den inlärda förståelsen att t.ex. tårar brukar betyda att någon är ledsen eller att man kan förväntas hälsa god morgon och fråga andra hur de mår) är dock i regel väl bevarad vilket kan misstolkas som affektiv empati av omgivningen (“är du ledsen?”). Den bevarade kognitiva empatin ligger till grund för den välutvecklade manipulativa förmågan hos personer med NPS samtidigt som medkänsla eller samvete inte behöver bli ett hinder. Den manipulativa förmågan är i sin tur knuten till beroendet av andra människor för upprätthållandet av den underliggande grandiosa självbilden, beundran och känslan av att vara viktig (i litteraturen kallat "narcissistic supply").
Bristen på affektiv empati och mentaliseringsförmåga (att "sätta sig i andras skor") försvårar dock för personer med NPS att i längden kunna förutsäga känslor och beteenden hos andra människor (i den mån det brukar gå) och försök till att på djupet förstå andra kan upplevas obehagliga av vissa med syndromet och som att försöka ta fiendens parti. Deras uppfattning av andra kan mer eller mindre vara baserad på detaljer (ofta sådana som samlats in för att kunna användas i manipulativt syfte eller som passar en viss bild) framför helheten samt projektioner (såsom negativa egenskaper som egentligen handlar om dem själva men som de inte vill kännas vid). NPS är associerat med en överskattning av förmågan att läsa av andra. Trots ständiga tecken på motsatsen i form av svårigheter i förhållanden och obehagliga konfrontationer med verkligheten, och trots att det reflekterar en brist, kan vissa med syndromet överskatta sin empatiska förmåga eller rentav ha en felaktig uppfattning att de har en speciell förmåga att "se igenom" andra, något som kan ha sin bas i den grandiosa självbilden. Andra upplever att de inte har någon aning.

### Manipulativa drag
Ett kännetecken för NPS är psykologisk manipulation (projektion och projektiv identifikation, lögner, gaslighting, triangulering, omvänd psykologi, dold information, rationalisering, skuldbeläggande m.m.) och ingår i varierande grad. De med problematiken kan ha svårt att kommunicera det de vill eller behöver direkt, eller vara öppna med sitt behov av andra och det kan gå emot självbilden att vara i vad som kan upplevas som ett underläge, såsom när man behöver ta ansvar, förklara sig eller be om något. De med NPS kan tolka framgångsrik manipulation, brist på motstånd eller gränsmässiga överträdelser som att de får rätt eller har rätt att göra så (förståelsen för vad som är fel brukar finnas men i narrativet kring självbilden, som måste skyddas, kan det bli ”rätt”). Den manipulativa förmågan är ofta mycket välutvecklad och är vid NPS huvudsakligen ett resultat av ett försvar och upprätthållande av självbilden, något som skiljer det från antisocialt personlighetssyndrom där bakgrunden kan vara illvillig (samsjuklighet är dock relativt vanlig). Självbilden tenderar att försvaras genom att gradvis påverka andras verklighetsuppfattning, självkänsla och självtillit och därigenom det mentala utrymmet att utmana personen med NPS.
Det är inte ovanligt att vid NPS uppvisa en blyghet, skygghet och ett dåligt självförtroende i kombination med en skörhet eller ett lidande. Omgivningen kan försöka anpassa sig och tillmötesgå personen med syndromet och ibland ser de inte orimligheten i vad som pågår förrän de upplever det omöjligt att säga, ge, hjälpa eller göra rätt. Vid NPS kan det finnas fördelar med att känna sig sårad, felbehandlad eller missförstådd. Vidare är det mer troligt att bete sig generöst när andra ser.

#### Narcissistisk misshandel ("narcissistic abuse")
Risken för att närstående utsätts för psykisk misshandel i relationer är signifikant förhöjd och även när graden av narcissism inte uppfyller kriterierna för fullt utvecklad NPS enligt en meta-analys som inkluderade 22 studier. Vid svåra fall av narcissistisk problematik (med eller utan överlapp med andra personlighetssyndrom) kan destruktiva manipulativa mönster uppstå. Fenomenet, som oftast ses i nära relationer, har identifierats i forskningsstudier och i kliniska sammanhang och fått namnet "narcissistisk misshandel" (eng: "narcissistic abuse") av en professor i psykologi som själv har diagnosen NPS; narcissistisk misshandel klassas som en svår form av psykisk misshandel och det övergripande syftet är kontroll, bekräftelse och övertag.
Den som utsätts anklagas i regel för det den manipulerar är skyldig till (projektion) och kan "hjärntvättas" till att hysa agg mot dennes tidigare partner, som svartmålats med stor skicklighet men som sannolikt fått utstå en liknande behandling. Den utsattes verklighetsuppfattning och person kan gradvis stöpas om helt och i strid med egna värderingar; den utsatte ser inte vad som pågår samtidigt som personen kan få en känsla av att något är fel, utan att komma på vad.
I början av relationen kan personen som utsätts (och utgör s.k. "narcissistic supply") överrösas med komplimanger, gåvor eller smicker, s.k. "love bombing" för att plötsligt bli nedvärderad och kritiserad på en överraskande detaljrik nivå efter en tid när relationen blivit etablerad. Detta kan skapa förvirring och obehag hos personen som blivit granskad efter detaljer som kan vändas till något negativt, personlig information (t.ex. ömma punkter) som delats i ett tidigt skede kan också vändas emot vederbörande. Den som manipulerar på detta vis har alltid övertygande förklaringar till varför problemen i relationen beror på den som utsätts. 
Den utsatte kan köras över med finess och styrka i rösten i kombination med manipulation så att den utsatte backar; personen kan få känslan att det egna perspektivet måste vara fel. Både tidigare händelser och nuet kan förvrängas på ett sätt som får personen att börja tvivla på sitt jag och sin verklighetsuppfattning (gaslighting) i stil med t.ex. ”du är överkänslig”, "som om det är dig det är synd om...", ”det har jag aldrig sagt” (men ändå fått personen att tro) eller subtila anklagelser likt ”din familj hjälpte inte till att packa alls!” (att familjen städade ut garaget en tid innan utelämnas och de kan då framstå som inga att lita på). Antydningar om att personens egen familj eller vänner inte är bra kan leda till att personen isoleras och tappar perspektivet ytterligare. Personen kan på så vis gradvis påverkas till att förlita sig mer på den som utövar manipulationen än på sig själv eller andra; hjärnan filtrerar löpande bort minnen från vardagshändelser och det som återberättas kan, oavsett riktighet, få en tyngd det annars inte haft. 
Andra personer kan dras in för att påverka personen (triangulering; att ställa personer mot varandra eller skapa ett numerärt övertag), liksom förnekelse eller rationaliserande; "det är inte två mot en, vi är bara några vänner som pratar". Enstaka ord eller uttryck kan vändas emot personen. Vidare kan kritik eller elaka påståenden (ofta överdrifter, ömma punkter, osanningar eller projektioner) presenteras som omtanke "jag är så orolig för dig" och det som personen ser som sina bästa egenskaper kan framställas som brister, fel eller falska exempelvis om de ser sig som empatiska eller jordnära; ”ja, vad skulle andra tänka om du inte brydde dig” (indirekt ”du gör det egentligen för syns skull”) eller ”du gillar att sitta på fina restauranger och å andra sidan… (motsatsen)… vem vill du vara” (indirekt “vem tror du att du är”?) och personen kan manipuleras till att ändra utseende eller till att tappa lusten för sina intressen. 
Den utsattes identitet kan suddas ut till den grad att den som manipulerar istället kan bli uttråkad "vem är du?" eller irriteras på det som egentligen är personens egna brister. Hänsynslöshet, orättvisor eller negativa beteenden kan rationaliseras genom hänvisningar till framtiden och gemensamma mål (eng: "future faking"); den utsatte kan då acceptera situationen i hopp om bättre tider för att dessutom känna sig skuldbelagd när tålamodet och krafterna till sist sinar. Den dysfunktionella relationen kan sedan förlängas genom en ständig växling mellan manipulation, missnöje eller negativa beteenden och perioder med värme; värme och snällhet kan upprätthålla en traumabindning och är en del av manipulationen.
Narcissistisk misshandel kan skapa ett tillstånd av dissonans och förvirring hos den utsatte som trots mycket kraftfull manipulation kan ha en undermedveten process där motstridiga intryck konkurrerar (den underbaraste person den utsatte träffat versus den som behandlat vederbörande så hänsynslöst att personen varken kunnat eller fått ta in vidden av det som hänt). Ofta ses ett letande efter ömma punkter eller hållhakar, en stor skicklighet i att utmatta den utsatte med rationalisering och övertalning och ett avfärdande av de egna upplevelserna som irrationella, själviska eller ologiska, ibland med hjälp av cirkelresonemang och ad hominem-angrepp. Försök till fritt tänkande och känslomässiga reaktioner på den psykiska misshandeln kan vändas emot den utsatte som "bevis" för att personen är psykiskt instabil när det i själva verket är normala responser i en onormal situation (på engelska "reactive abuse"; “se, du ändrar ju dig hela tiden, ena sekunden håller du med, den andra inte”, "hon ändrar sig hela tiden och jag vet aldrig hur hon kommer vara, det är jättejobbigt!"). Den som manipulerar kan bli ställd och reagera mycket negativt när verkligheten bryter igenom manipulationen och konsekvenserna kommer. När den andra personen hittar tillbaka till sitt eget perspektiv, reagerar och kanske även får stöd från utomstående kan uppbrott eller avståndstaganden vara plötsliga från båda sidor. Efter ett uppbrott går den som manipulerar ofta snabbt vidare och förför en ny partner och mönstret upprepas.

### Svårigheter i kärleks- och familjerelationer
Nära relationer brukar påverkas mest av alla av narcissistisk problematik och beteenden kan få utrymme i en skala som sällan förekommer i andra miljöer; kärleks- och familjerelationer tenderar att präglas av olika former av manipulation (se Manipulativa drag) och av att de känslor och projektioner som den NPS-drabbade håller inom sig spiller över på närstående, särskilt partnern. Separationer och skilsmässor är mycket vanliga ofta till omgivningens förvåning. Svårigheterna med att reglera känslor kan bli en dubbel utmaning för personer med denna problematik då de genom sina beteenden kan stöta bort de som bryr sig mest om dem och känner dem bäst (partnern eller andra närstående) just när de behöver dem som mest. Kärleksrelationer kan upplevas perfekta under den första tiden av både den NPS-drabbade och partnern men efter ett tag kan partnern uppleva att han eller hon behöver tycka och känna som den NPS-drabbade för att bli accepterad. Partnern kan bli bestraffad (ilska, ignorans, sarkasm) och börjar formas efter den NPS-drabbades behov, ofta utan att själv märka vad som pågår. Vidare skuldbelägger partnern ofta sig själv. Till sist tappar partnern ofta uppfattningen om sina egna tankar och känslor, utan följer den NPS-drabbade partnerns vilja och känslor; det självständiga tänkandet blir lidande. Vidare leder NPS ofta till en komplicerad relation till barnen, mönster som kan kvarstå när barnen blivit vuxna. Döttrar till mödrar med dessa personlighetsdrag verkar oftare än söner behandlas som konkurrenter, både under uppväxten och som vuxna, men inte alltid.
Föräldrar med svår problematik kan tendera att utse favoritbarn respektive syndabockar som kan börja agera "behållare" för föräldrarnas grandiositet respektive brister och värsta sidor genom projektiv identifikation. Projektiv identifikation kan hos vissa leva vidare i vuxen ålder. En förälder med dessa drag, vanligen modern, kan utifrån sett "leva" genom ett favoritbarn genom ett överdrivet band (eng: "enmeshment") och utåt försvara barnet “men han då?” som en förlängning av föräldern själv samtidigt som personen, när det kommer till kritan, främst slår vakt kring sin egen självbild. Om denna drivkraft tar överhanden kan vederbörande istället behandla barnet hänsynslöst (i vissa fall psykisk eller fysisk aggression) eller känslokallt; fokus ligger på något annat. En förälder med denna problematik som konfronterats av en annan på lekplatsen ("du ska se till att ditt barn inte stjäl från mitt!") kan, efter att ha försvarat barnet som sig själv, demonstrativt visa sig oberörd genom att sätta sig och prata om semesterresor med en tredje (“du kommer inte åt mig, du betyder inget”) om så barnet gråter eller skäms i famnen eller någon annanstans. Som en följd av förälderns problematik kan barnet i sin tur ha svårt att skilja på fysisk och känslomässig närvaro och barnet fick ett försvar som egentligen handlar om föräldern själv istället för ett konstruktivt stöd till honom. En normal anknytning och känslomässig utveckling kan hindras i ett sådant scenario samtidigt som barnet inte får öva på att ta ansvar på egen hand ("men han då?).
Barn som inte får sina utvecklings- och känslomässiga behov tillgodosedda eller inte uppfyller förälderns förväntningar far illa på olika sättt. Föräldrar med denna problematik ställer ofta krav, ger barnen information eller ansvar som inte är på en åldersadekvat nivå (för lite eller för mycket) och har egna uppfattningar om hur barnen ska vara. Barnen lär sig tidigt att dölja förälderns brister och att vara täcka upp för de "fel" som föräldern uppfattar. Det förekommer att dessa barn backar i utvecklingen, blir utåtagerande eller inåtvända, sängväter, lider av sömnbrist, talar osanning eller upprepar saker föräldern med NPS sagt. Vid en separation kan barnen försättas i direkt lojalitetskonflikt där föräldern utmålar sig som hjälte och den andra föräldern som boven.
Familjestrukturen kan i svårare fall bli sektliknande med favoriter och syndabockar och även om rollen som syndabock främst drabbar barn och narcissistisk misshandel främst drabbar partners kan dessa fenomen även drabba nya familjemedlemmar. Kvalitativ forskning indikerar att NPS eller narcissistiska drag är associerat med att gränslöst försöka kontrollera sina barns förhållanden, att behandla sina svärdöttrar eller svärsöner som konkurrenter och att använda sig av triangulering för att kontrollera eller manipulera dem och/eller sina barn. Svärdöttrar och svärsöner kan få det svårt och deras partners, barnen i familjen, kan själva ha en suddig gränssättning och lojalitet som en följd av uppväxten. Det förekommer att beteendet dessa föräldrar kan ha i praktiken saboterar deras barns förhållanden. I de scenarion både förälder och barn, vanligen mor och son, har suddiga gränser och sådana här personlighetsdrag kan sonen ställa sin hustru mot sin mor i fall hustrun ifrågasätter de dysfunktionella relationerna och familjeordningen. Sonen försvarar i regel inte hustrun mot modern utan kan tvärtom regissera dramatik genom henne (triangulering) och sannolikheten att förhållandet består i ett sådant scenario anses mycket små. Skilsmässa brukar bli slutresultatet när hustrun blivit syndabocken i familjen och till sist får nog. Sonens beteende i scenarion som detta kan ses som ett tecken på känslomässig omognad som har sin grund i ett överdrivet band till modern som kvarstår i vuxen ålder och motivationen till förändring och ett sunt förhållande är låg, då privilegier, ansvarsfrihet och det övertag över hustrun som han har genom modern skulle försvinna.
Personer med dessa personlighetsdrag kan ha mer empati för husdjur än för människor och husdjur kan ge konstant bekräftelse.

### Känslighet för kritik och motgångar
Vid NPS eller narcissistiska drag kan det uppstå blandade känslor inför personer med större materiella eller sociala tillgångar eller status än de själva, då många gärna associeras med dessa samtidigt som en känsla av konkurrens och ett hot mot den egna självbilden kan växa fram. Nedvärderande tankar och beteende gentemot personer med högre status kan förekomma. Andra människor kan bli som en spegel för personer med NPS, som jämför sig med dem. Då den grandiosa självbilden egentligen är bräcklig är de generellt mycket känsliga för kritik, också konstruktivt framförd sådan samtidigt som de själva upprepat kan projicera (anklaga andra för det de själva gör) och kritisera andra för olika saker. Vidare kan de "hålla räkningen" på antalet situationer där de upplevt sig oförrättade av en viss person, ned på detaljnivå och ofta under lång tid, det är inte säkert att omgivningen ser vad som upplevdes som en oförrätt. Om samsjuklighet med depression finns kan suicidrisken hos den som haft stora drömmar öka till en hög nivå under en period, om drömmarna inte infriats när personen börjar åldras.
Kritikkänsligheten och svårigheterna att hantera motgångar, ifrågasättanden eller oönskade uppbrott kan bli mycket obehagliga för de som är i närheten. Det är vanligt att den NPS-drabbade försöker återta kontrollen genom att dra in andra personer (triangulering) för att flytta fokus eller få med sig fler på sin sida, annars kan den som utmanat den NPS-drabbade mötas av en överrumplande och stark aggression, anklagelser och förklaringar till varför det är personen själv som är problemet, inte personen med NPS. Sådana anklagelser och projektioner kan komma med en ilska och finess som är svår för andra att värja sig emot och svartvita budskap såsom “antingen är man med eller emot” eller "ta ställning" (psykoanalytikern Heinz Kohut myntade 1972 termen “narcissistic rage”; narcissistiskt raseri); vad konsekvenserna blir efteråt, hur andra påverkas eller vad som egentligen är rätt och fel saknar då betydelse, det viktiga vid NPS är att vinna i stunden och att slippa skämmas. Om personen med sådana här personlighetsdrag blir konfronterad inför utomstående och den utsattes perspektiv inte blir väl mottaget, eller om triangulering inte fungerar, kan personen istället reagera med att dra sig undan eller ta avstånd, eller om det inte går, hamna i ett upplösningstillstånd. Sigmund Freud myntade tidigt den med “narcissistic rage” besläktade termen “narcissistic mortification”, Kohut tolkade denna reaktion som en konflikt mellan självbilden och dess bräckliga grund. Det kan uppstå starka känslor av skam och underlägsenhet; syndromet anses delvis vara drivet av att undvika skam som inte kan hanteras.

## Hälsoeffekter
NPS leder till psykiskt lidande för den drabbade, samtidigt som självreflektion, självinsikt och förändring är en dubbel utmaning på grund av syndromets karaktär; dels tunnelseendet kring självbilden och dels att de drabbade ständigt döljer hur de egentligen mår. Drabbade som har självinsikt och fått behandling (se Behandling) har beskrivit syndromet som "bäst eller dö", att andra människor varit ett ständigt hot eller att det hat man kände gentemot andra människor egentligen betydde att personen var "livrädd" för dem. "Jag måste hitta väldigt extrema sätt att hantera mitt eget självvärde på. Det finns ju som bara ett bottenlöst hål, eller så är jag Gud". Tillgången på adekvata behandlingsmöjligheter vid specifikt NPS är ännu begränsad även om kunskaperna ökat och bilden av syndromet nyanserats de senaste åren. Många med NPS känner en inre tomhet eller mår uttalat dåligt. Relativt få personer med syndromet känner till att de har det och samsjukligheten både med andra personlighetssyndrom, psykiska åkommor såsom depression och fysiska sjukdomar är stor. Både de drabbades inställning till sjukvården och vårdpersonalens inställning till deras personlighetsdrag kan påverka de drabbades hälsa och vård negativt och det är inte ovanligt att känna sig missförstådd eller sviken av sjukvården. Självmordrisken kan vara förhöjd, särskilt under vissa perioder i livet.
Anhöriga eller partners som inte har syndromet kan bli utmattade av psykologisk manipulation eller, i de fall det förekommer, den psykiska misshandel som fått namnet "narcissistisk misshandel" (se Manipulativa drag), något som kan leda till att de felaktigt tror att det som händer är deras eget fel, ångest, depression och i svåra fall C-PTSD, traumabindning och reaktioner liknande Stockholmssyndromet, självmord har rapporterats. En studie fann att bördan hos partners och familjemedlemmar var 1,5 standardavvikelser högre än vid neuroticism och psykossjukdom och högre än vid borderline/EIPS. Förekomsten av depression och ångest hos dem var mycket hög (69% respektive 82%).
En koppling mellan dessa personlighetsdrag och en blandad inställning till vacciner och myndigheters riktlinjer observerades under Covid-19-pandemin; självupptagenhet och en vilja att själva få bestämma, alternativt beröm för god följsamhet verkade gå före omtanken om andra och skepsis kunde drabba dem själva negativt genom onödig sjukdom.
Sammanfattningsvis är effekterna på hälsan negativa för både NPS-drabbade och närstående.

## Behandling
Syndromet kan inte botas men anpassad samtalsterapi eller psykoterapi kan markant förbättra personens sociala funktioner och psykiska hälsa, hur effektiv behandlingen blir beror bland annat på hur villig personen är att förändra sitt beteende och tänkesätt, liksom vårdpersonalens förmåga att möta patienten där vederbörande befinner sig. Ett mål är att skapa en allians och att hitta en gemensam utgångspunkt. Personer med personlighetssyndrom, inklusive NPS, är en sårbar och utmanande patientgrupp både inom primärvården och specialistvården och ett professionellt förhållningssätt är av största vikt. Genom att formulera sig likt "som du sade tidigare..." kan behandlande personal hjälpa en patient med sådana här personlighetsdrag att bli mer mottaglig.
Offentligt finansierad evidensbaserad behandling för NPS erbjuds i Sverige via Psykiatri Sydväst i Huddinge. Behandlingen är baserad på s.k. mentaliseringsterapi (MBT) och gruppterapi, i vilken ett av syftena är att stärka deltagarnas förmåga att se sig själva utifrån och andra inifrån. Många gånger behöver dock terapin fokusera på vad nyttan kan bli för patienten själv för att få effekt (i linje med syndromets karaktär). Behandlingen bygger på en amerikansk modell som anpassats efter svenska förhållanden och togs fram när man upptäckte hur stor suicidrisken är hos dessa patienter. Långtidseffekterna är ännu okända men behandlingen har hittills (2023) visat goda resultat.
Det är mycket ovanligt att de narcissistiska dragen i sig är den huvudsakliga orsaken till att patienter söker vård. När patienter påbörjar behandling för NPS beror det vanligtvis på grund av svårigheter i livet, psykisk ohälsa såsom depression eller påtryckningar från vänner eller närstående. Delvis beror obenägenheten att söka vård på att drabbade har dålig sjukdomsinsikt på grund av en överdrivet positiv självbild.
Läkemedel (psykofarmaka) kan användas för att behandla psykisk ohälsa och symptom som ofta förekommer i samband med NPS, till exempel depression, ångest och impulsivitet.
Anhöriga och partners kan själva få stöd genom sedvanlig kuratorkontakt eller psykoterapi, eller i fall den NPS-drabbade inte är mottaglig för behandling eller förändring eller utsätter dem för psykisk eller fysisk misshandel, rådet att lämna relationen.

## Orsaker
Syndromet är associerat med en annorlunda struktur i prefrontalkortex och insula i de främre delarna av hjärnan. Både genetiska faktorer (familjefaktorer), barndomstrauman (inklusive avvisanden eller övergivanden) såväl som överdrivet prestationsbetonat beröm under barndomen och överdrivet hyllande har kopplats till NPS. Vidare finns det en koppling mellan personlighetssyndrom, inklusive NPS, och en desorganiserad anknytning under barndomen, en dysfunktionell och ovanligare form av anknytning (barnet kan inte få sina känslor speglade eller bekräftade på ett förutsägbart sätt, ändå är barnet tvunget att knyta an). NPS anses vara en slags överlevnadsstrategi och ett svar på att hjärnan tidigt fått lära sig att världen är farlig, detta kan potentiellt bli en ond cirkel då föräldrars beteende kan göra att nya generationer lär sig att världen är farlig.  
I Gabbard's Treatments of Psychiatric Disorders (2014) framhävs följande faktorer som bidragande till utvecklingen av NPS:
- Överkänsligt temperament.
- Överdrivet beröm som inte balanseras med konstruktiv kritik.
- Antingen överdrivet beröm eller överdriven kritik beroende på situation.
- Att hållas högt av familj eller kamrater.
- Överdrivet utseendebaserat beröm.
- Trauma orsakat av psykiskt, fysiskt eller sexuellt våld.
- Oförutsägbart eller opålitligt föräldraskap.
- Att fånga upp och lära sig manipulativa beteenden via föräldrar eller kamrater.[107]

Individer kan kortvarigt uppvisa symptom på samma syndrom, t.ex. under ett pågående trauma eller på grund av en hjärnsjukdom, vilket då kallas personlighetsförändring.

### Historiskt och filosofiskt perspektiv
Syndromet skiljer sig från den naturliga narcissismen alla människor har; känslan av att vilja vara omtyckt och en sund förmåga att se sitt eget värde.
Andelen personer med narcissistisk problematik i varierande svårighetsgrad antas ha ökat under de sista årtiondena av 1900-talet. Detta förklaras vanligen i ljuset av moderniteten och att det moderna konsumtionssamhället fragmenterar kulturen och värden, och att individen därför tenderar att bli egoistisk, självupptagen och har svårt med nära relationer. Sigmund Freud menade däremot att narcissismen var medfödd, varmed syndromet för dennes anhängare förklaras som en regression till barnstadiet. I den skolans efterföljd argumenterade psykoanalytikern Heinz Kohut för att sådan störd narcissism bottnade i att personen som barn inte fått inre och yttre trygghetsbehov tillgodosedda, till exempel för att föräldrarna saknade empatisk förmåga. Kohut menade att narcissismen kan vara en försvarsmekanism för att skydda en radikalt svag, skadad eller utskämd självbild.